# 28 février 2019
Le mardi 28 février 2019 est le 59e jour de l'année 2019.

## Décès
Par ordre alphabétique.
- André Previn, pianiste, chef d'orchestre et compositeur américain.
- Ed Bickert, musicien canadien.
- Zdzisław Antczak, handballeur polonais

## Événements
- le sommet d'Hanoï entre le président américain Donald Trump et le dirigeant nord-coréen Kim Jong-un est brusquement écourté sans qu'aucun accord n'ait été trouvé entre les deux parties[1]. En cause notamment : des points de divergence concernant la dénucléarisation de la Corée du Nord et la levée des sanctions imposées au pays.
- le premier ministre du Pakistan, Imran Khan, annonce qu'Abhinandan Varthaman (en), le pilote de chasse indien capturé mercredi, sera libéré, le vendredi 1er mars 2019, en signe de paix[2].
- l'Académie française approuve un rapport énonçant qu'il n'existe aucun obstacle de principe à la féminisation des noms de métiers et de professions en français.